# 핸드벨

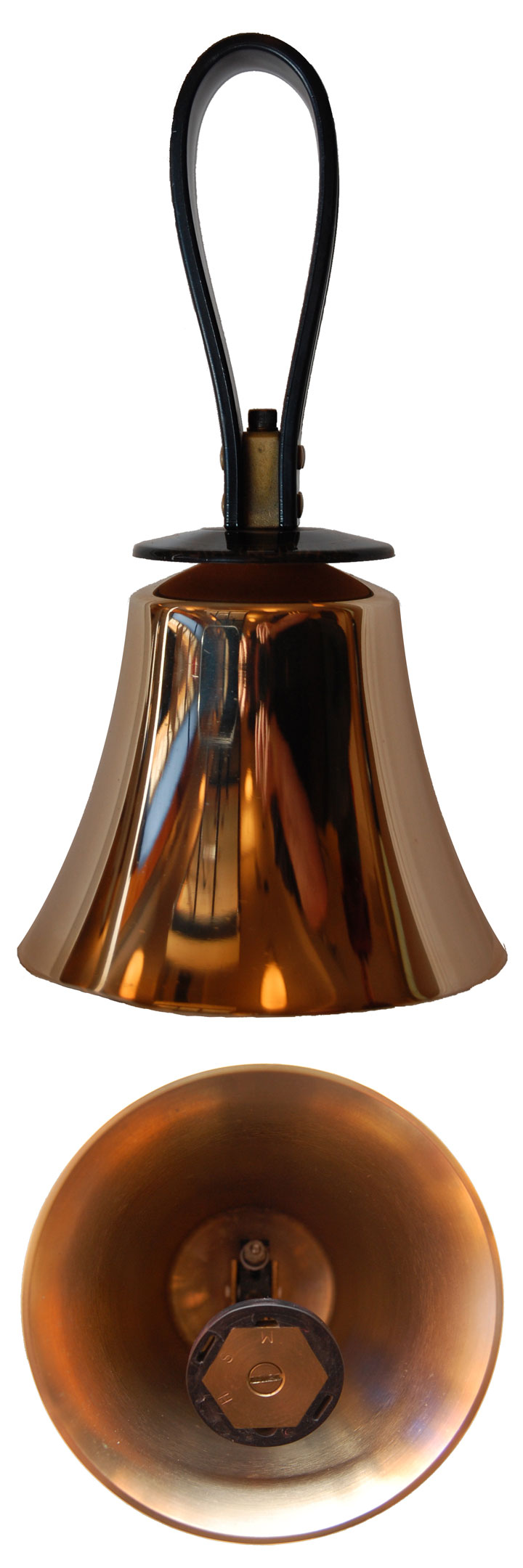

핸드벨은 손으로 울리도록 만들어진 악기이다. 핸드벨을 울리려면 벨을 울리는 사람이 약간 유연한 손잡이로 벨을 잡는다. 전통적으로 가죽으로 만들어졌으나 지금은 플라스틱으로 만들어지는 경우가 많다. 팔을 움직여 경첩이 달린 클래퍼가 종 내부를 치도록 한다. 